# Huntington (Utah)
Pour les articles homonymes, voir Huntington.
Huntington est une ville américaine située dans le comté d'Emery, dans l’Utah. Selon le recensement de 2000, sa population s’élève à 2 131 habitants, ce qui en fait la plus grande ville du comté.

## Histoire
Huntington a été fondée par des pionniers mormons en 1875. Elle doit probablement son nom aux frères William, Oliver et Dimick Huntington, qui ont exploré la région durant les années 1850.